# شریک‌آباد (گلستان)
شریک‌آباد روستایی در دهستان گلستان بخش گلستان شهرستان سیرجان استان کرمان ایران است.

## جمعیت
بر پایه سرشماری عمومی نفوس و مسکن در سال ۱۳۹۵ جمعیت این مکان ۳۴ نفر (۱۱خانوار) بوده‌است.